# Obús autopropulsado Tipo 99 de 155 mm
El Tipo 99 de 155 mm (en japonés: 99式自走155mm榴弾砲, romanizado: kyuu-kyuu-shiki-jisou-155mm-ryuudan-hou) es un obús autopropulsado en servicio con las Fuerzas de Tierra del Japón, y se desarrolló como el sucesor del Tipo 75.

## Descripción
La investigación y desarrollo se inician en 1985 para suceder al desactualizado Tipo 75 como obús autopropulsado. La firma Mitsubishi Heavy Industries Ltd. fue elegida como contratista primario, y principal encargado del desarrollo del sistema principal de armas y de la torreta.
El Tipo 99 usa un chasis altamente modificado del Mitsubishi VCI Tipo 89, alargado y que cuenta con una rueda adicional en el conjunto de rodaje a ambos lados. En el Tipo 99 se usa un obús con una caña de 52 calibres de longitud, comparado al de 39 calibres montado en el Tipo 75.

### Armamento
El armamento secundario del Tipo 99 consiste en una ametralladora M2HB de 12,7 mm montada en el techo de la torreta y equipada con un escudete de protección. Se cree que el diseño del cañón está basado en el cañón usado como pieza de artillería estacionaria FH-70 de calibre 155 mm, que se produjo localmente y bajo licencia de Vickers Ltd, Rheinmetall y OTO Melara durante algunos años. Se estima que el alcance máximo d del Tipo 99 es de 30.000 m.

### Autocargador
Se cree probable que se le haya provisto de algún tipo de autocargador o un sistema similar, y que este vaya montado sobre la parte trasera del cañón, y que junto a éste se encuentre instalado a su vez un sistema de medición de la velocidad de salida del proyectil. Estos datos alimentarían alguna información al sistema central de control de datos y al de control de tiro a bordo del blindado.

### Blindaje
El blindaje del Tipo 99 le provee protección frente a esquirlas de granadas de mano y de minas antipersona, fuego de armas ligeras, así como a esquirlas de proyectiles de artillería.

### Motorización
Este vehículo es propulsado por un motor diésel, que le otorga 600 HP. Un seguro de viaje para el cañón se encuentra instalado en el frente del casco. Este se pliega hacia abajo en el plato del glacis cuando no está en uso.
El obús autopropulsado Tipo 99 es aprovisionado desde una variante del mismo, a la que se denomina Tipo 99 ARV (Vehículo de repostaje y de Munición).

## Usuarios
- Japón - 117 Unidades, hasta la fecha.[1]

### Vehículos similares
- PZH-2000
- TAM VCA
- Obús autopropulsado M108
 Obús autopropulsado M109
 Obús autopropulsado M110
  Obús autopropulsado NLOS
- AS-90 Braveheart
- AMX MK F3
- Sholef
- OTO Melara Palmaria (artillería)
- Tipo 75
- K-9 Thunder
- AHS Krab
- 2S19 Msta
- T-155 Fırtına
- SSPH Primus
- G6 Rhino